# PPK
 (avril 2020).
Si vous disposez d'ouvrages ou d'articles de référence ou si vous connaissez des sites web de qualité traitant du thème abordé ici, merci de compléter l'article en donnant les références utiles à sa vérifiabilité et en les liant à la section « Notes et références ».
Pour les articles homonymes, voir PPK (homonymie).
PPK (en cyrillique : ППК) est un groupe de trance russe. Il est basé à Rostov-sur-le-Don.

## Biographie
Le groupe est constitué de Alexander Poliakov et Sergueï Pimenov, il est devenu populaire à l'étranger grâce au single ResuRection paru en 2001. Il a été disponible en téléchargement gratuit pendant environ un an sur le site MP3.com. Quelques millions de personnes l'ont téléchargé et une vague de popularité les a portés à signer un contrat avec le label de Paul Oakenfold : Perfecto Records. Paul Oakenfold a par ailleurs remixé ResuRection. Ce morceau est inspiré du thème La mort du héros composé par Edouard Artemiev pour le film Sibériade d'Andreï Kontchalovski.
Le morceau Reload est un remix du morceau Zodiac de l'album Disco Alliance du groupe letton Zodiak.
Le groupe se sépare en 2004. Néanmoins, en 2005, Alexander Pimenov remixe la chanson Invalidy Lyudi du groupe t.A.T.u..
En 2009, Sergei Polyakov sort un single joué sur A State Of Trance appelé Mon cœur, mettant en vedette la chanteuse anglaise de house Kate Cameron (en) au chant.
En 2010, le groupe se reforme.

## Discographie

### Singles
- 2001 : Hey DJ!
- 2001 : ResuRection
- 2002 : Reload
- 2002 : Reload / Russian Trance

### Albums
- 2002 : Reload
- 2002 : Russian Trance: Formation (presque similaire à l'album Reload)
- 2003 : Russian Trance: Formirovanie